# The Signal (mini-série)
Pour les articles homonymes, voir The Signal.
The Signal (Das Signal) est une mini-série de science-fiction allemande en quatre épisodes de soixante minutes environ, créée par Nadine Gottmann et Sebastian Hilger,, diffusée depuis le 7 mars 2024 sur Netflix.

## Synopsis
Paula, qui se rendait à l'ISS, n'est pas rentrée chez elle. Sven et sa fille Charlie l'attendent à la porte d'embarquement, mais son avion a disparu. Sven est persuadé que Paula a laissé un indice. Cependant, plus il se rapproche d'elle, plus sa vie s'écroule,...

## Distribution
- Florian David Fitz (VF : Loïc Guingand) : Sven Groth
- Peri Baumeister (VF : Ludivine Maffren) : Paula Groth
- Yuna Bennett (VF : Juliette Davis) : Carlotta (Charlie) Groth
- Katharina Schüttler (VF : Olivia Nicosia) : Nora
- Hadi Khanjanpour (VF : Erwan Zamor) : Hadi Hiraj
- Seumas Sargent (VF : Jérémy Bédrune) : Jake Mitchell
- Michael Kranz (VF : François Bergeron) : Gregor
- Tim Seyfi (VF : Kévin Goffette) : Timme
- Sheeba Chaddha (VF : Nathalie Homs) : Mudhi
- Nilam Farooq (VF : Jessica Monceau) : Mira
- Uwe Preuss (VF : Jean-François Aupied) : Rainer
- Meret Becker (VF : Véronique Augereau) : Friedrike
- Katharina Thalbach (VF : Cathy Cerda) : Agnieszka
- Anja Knauer : Kathrin
- Wowo Habdank : Thomas Freytag

 Source et légende : version française (VF) sur RS Doublage

## Production
La série, développée par Nadine Gottmann, Sebastian Hilger et Kim Zimmermann, a été tournée du 20 septembre 2022 au 27 janvier 2023 aux Bavaria Studios de Geiselgasteig et aux Filmstudios de Penzing. Les prises de vue extérieures dans l'espace ont été prises dans ce qu'on appelle l'Hyperbowl. D'autres enregistrements ont été réalisés à Leipzig et au Maroc.

## Épisodes
1. Disparu
2. Paula
3. La Boîte noire
4. Nouveau Départ